# Inlet (Ohio)

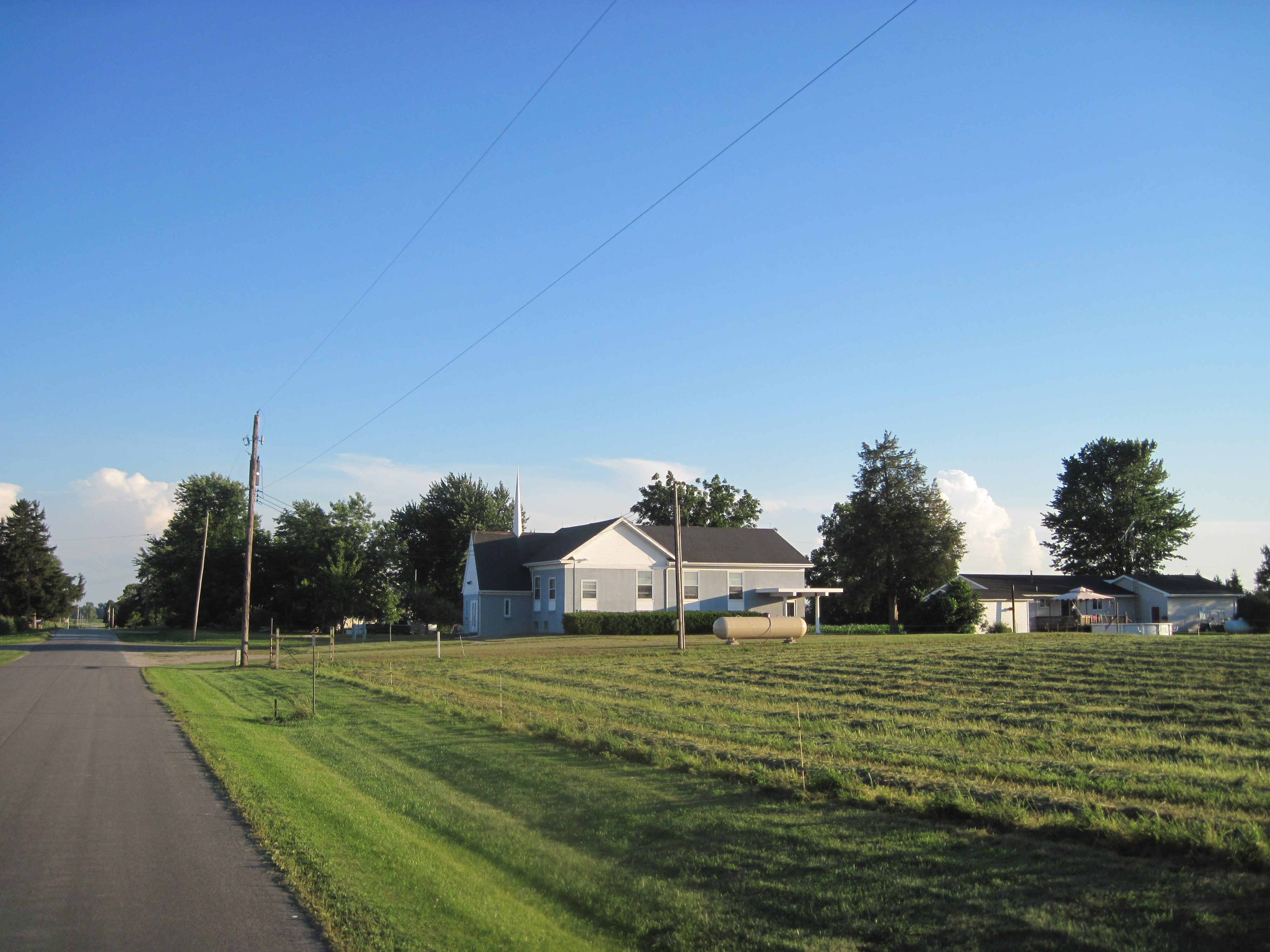
a Igreja Menonita da Enseada

Inlet é uma comunidade não incorporada no condado de Fulton, no estado americano de Ohio.

## História
Um correio chamado Inlet foi estabelecido em 1897 e permaneceu em operação até 1903. Em 1920, Inlet era uma das três comunidades listadas em Município de Chesterfield.